# جيرالد أوهارا
جيرالد أوهارا (بالإنجليزية: Gerald Patrick O'Hara)‏ هو كاهن كاثوليكي ودبلوماسي أمريكي، ولد في 4 مايو 1895 في سكرانتون في الولايات المتحدة، وتوفي في 16 يوليو 1963 في ويمبلدون في المملكة المتحدة.